# Canton de Marchaux
Le canton de Marchaux est une ancienne division administrative française, située dans le département du Doubs et la région Franche-Comté.

## Représentation

### Conseillers généraux de 1833 à 2015
| Période      | Période                                 | Identité                                                      | Étiquette                          | Qualité |
| ------------ | --------------------------------------- | ------------------------------------------------------------- | ---------------------------------- | --- |
| 1833         | 1839 (élu dans le Canton de Montbenoît) | Donat Demesmay (1781-1860)                                    |                                    | Avocat, conseiller à la Cour d'appel Président du Conseil Général                                                             |
| 1839         | 1848                                    | Louis-Antoine-Césaire Morel de Thurey                         |                                    | Ancien contrôleur des impôts (Directeur des contributions du Jura)                                                            |
| 1848         | 1856                                    | François-Victor Monnot-Arbilleur                              |                                    | Conseiller à la Cour Impériale de Besançon                                                                                    |
| 1856         | 1870                                    | Adrien Duchesne de Gillevoisin Marquis puis Duc de Conegliano | Majorité dynastique                | Chambellan de l'Empereur Napoléon III Député (1867-1869)                                                                      |
| 1870         | 1901                                    | Comte Charles de Jouffroy d'Abbans                            | Républicain Conservateur et Modéré | Garde général des forêts Député (1889-1898) Propriétaire à Abbans-Dessous et à Corcelle-Mieslot                               |
| 1901         | 1907                                    | Jean-Joseph Vuillier                                          | Libéral                            | Maire de Thurey-le-Mont |
| 1907         | 1925                                    | Charles Lucas                                                 | Rad.                               | Industriel - Maire de Moncey                                                                                                  |
| 1925         | 1931                                    | Paul Pesty                                                    | Rad.                               | Directeur de l'Office Public Départemental d'HBM du Doubs                                                                     |
| 1931         | 1940                                    | Eugène Pochard                                                | Rad.                               | Négociant, maire de Moncey, conseiller d'arrondissement Nommé conseiller départemental en 1943                                |
|              |                                         |                                                               |                                    | |
| 1945         | 1956 (décès)                            | Charles Monnot                                                | DVD                                | Industriel, maire de Roche-lez-Beaupré                                                                                        |
| 24 juin 1956 | 1970                                    | Robert David                                                  | DVD puis app. UDR                  | Médecin, Roche-lez-Beaupré |
| 1970         | 1976                                    | Jean Pépin                                                    | DVD                                | Directeur de papeterie, maire de Novillars                                                                                    |
| 1976         | 1982                                    | Michel Mercadié                                               | PS                                 | Professeur de lycée, Chalezeule, propriétaire à Roche-lez-Beaupré                                                             |
| 1982         | 1988                                    | André Angelot                                                 | app. RPR                           | Maire de Thise |
| 1988         | 2008                                    | Michel Bourgeois                                              | PS                                 | Professeur agrégé d'histoire-géographie en retraite Suppléant de Paulette Guinchard-Kunstler (1997-2001) - Député (2001-2002) |
| 2008         | 2015                                    | Philippe Beluche                                              | PS                                 | Retraité Maire de Novillars                                                                                                   |

### Conseillers d'arrondissement (de 1833 à 1940)
| Période                                  | Période          | Identité                         | Étiquette                    | Qualité |
| ---------------------------------------- | ---------------- | -------------------------------- | ---------------------------- | --- |
| 1833                                     | 1839             | Joseph Cuénot (1803-1866)        |                              | Juge d'instruction à Besançon                                                                               |
| 1839                                     | 1845             | François Bonaventure Alviset     |                              | Président de la Cour royale de Besançon                                                                     |
| 1845                                     | 1848             | M. Cuénot                        |                              | |
| 1848                                     |                  | M. Thomas                        |                              | |
|                                          |                  |                                  |                              | |
|                                          | 1881 (démission) | Jean-Claude Poignand             |                              | Propriétaire, maire de Chaudefontaine                                                                       |
|                                          |                  |                                  |                              | |
|                                          | 1884 (démission) | M. Fauvey                        |                              | |
|                                          |                  |                                  |                              | |
| 1889                                     | 1894 (décès)     | Jean-Baptiste Weibel (1849-1894) | Républicain                  | Industriel (papeterie) à Novillars, propriétaire à Besançon                                                 |
| 1895                                     | 1924 (démission) | Louis Jacoutot                   | Rad.                         | Aubergiste à Marchaux                                                                                       |
| 12 octobre 1924                          | 1928             |                                  |                              | |
| 1928                                     | 1931             | Eugène Pochard                   | Rad.                         | Propriétaire à Moncey                                                                                       |
| 1931                                     | 1934             | Pierre Vuillier                  | Union nationale républicaine | |
| 1934                                     | 1940             | E. Ormeaux                       | Rad.                         | Propriétaire à Marchaux                                                                                     |
| 1940                                     |                  |                                  |                              | Les conseils d'arrondissement ont été suspendus par la loi du 12 octobre 1940 et n'ont jamais été réactivés |
| Les données manquantes sont à compléter. |                  |                                  |                              | |

## Composition
Ce canton était composé des trente-six communes suivantes :
| Nom                  | Code Insee | Intercommunalité            | Superficie (km2) | Population (dernière pop. légale) | Densité (hab./km2) |
| -------------------- | ---------- | --------------------------- | ---------------- | --------------------------------- | ------------------ |
| Marchaux (chef-lieu) | 25368      | CU Grand Besançon Métropole | 10,06            | 1 221 (2014)                      | 121                |
| Amagney              | 25014      | CU Grand Besançon Métropole | 13,13            | 742 (2014)                        | 57                 |
| Battenans-les-Mines  | 25045      | CC du Doubs Baumois         | 2,78             | 60 (2014)                         | 22                 |
| Blarians             | 25065      | CC du Doubs Baumois         | 0,89             | 62 (2014)                         | 70                 |
| Bonnay               | 25073      | CU Grand Besançon Métropole | 7,66             | 850 (2014)                        | 111                |
| Braillans            | 25086      | CU Grand Besançon Métropole | 1,95             | 183 (2014)                        | 94                 |
| La Bretenière        | 25092      | CC du Doubs Baumois         | 4,16             | 67 (2014)                         | 16                 |
| Cendrey              | 25107      | CC du Doubs Baumois         | 5,52             | 183 (2014)                        | 33                 |
| Champoux             | 25117      | CU Grand Besançon Métropole | 2,98             | 90 (2014)                         | 30                 |
| Châtillon-le-Duc     | 25133      | CU Grand Besançon Métropole | 6,26             | 2 040 (2015)                      | 326                |
| Chaudefontaine       | 25137      | CU Grand Besançon Métropole | 6,33             | 210 (2014)                        | 33                 |
| Chevroz              | 25153      | CU Grand Besançon Métropole | 1,98             | 119 (2014)                        | 60                 |
| Corcelle-Mieslot     | 25163      | CC du Doubs Baumois         | 6,42             | 107 (2014)                        | 17                 |
| Cussey-sur-l'Ognon   | 25186      | CU Grand Besançon Métropole | 7,55             | 1 014 (2015)                      | 134                |
| Devecey              | 25200      | CU Grand Besançon Métropole | 3,78             | 1 424 (2015)                      | 377                |
| Flagey-Rigney        | 25242      | CC du Doubs Baumois         | 3,03             | 103 (2014)                        | 34                 |
| Geneuille            | 25265      | CU Grand Besançon Métropole | 6,45             | 1 353 (2014)                      | 210                |
| Germondans           | 25269      | CC du Doubs Baumois         | 3,52             | 61 (2014)                         | 17                 |
| Mérey-Vieilley       | 25376      | CU Grand Besançon Métropole | 3,42             | 142 (2014)                        | 42                 |
| Moncey               | 25382      | CC du Doubs Baumois         | 5,00             | 538 (2014)                        | 108                |
| Novillars            | 25429      | CU Grand Besançon Métropole | 2,02             | 1 535 (2014)                      | 760                |
| Ollans               | 25430      | CC du Doubs Baumois         | 2,31             | 39 (2014)                         | 17                 |
| Palise               | 25444      | CU Grand Besançon Métropole | 2,09             | 142 (2014)                        | 68                 |
| Rigney               | 25490      | CC du Doubs Baumois         | 9,58             | 417 (2014)                        | 44                 |
| Rignosot             | 25491      | CC du Doubs Baumois         | 3,85             | 118 (2014)                        | 31                 |
| Roche-lez-Beaupré    | 25495      | CU Grand Besançon Métropole | 5,63             | 2 052 (2015)                      | 364                |
| Rougemontot          | 25506      | CC du Doubs Baumois         | 4,25             | 91 (2014)                         | 21                 |
| Tallenay             | 25557      | CU Grand Besançon Métropole | 2,34             | 413 (2014)                        | 176                |
| Thise                | 25560      | CU Grand Besançon Métropole | 8,93             | 3 091 (2015)                      | 346                |
| Thurey-le-Mont       | 25563      | CC du Doubs Baumois         | 4,83             | 122 (2014)                        | 25                 |
| La Tour-de-Sçay      | 25566      | CC du Doubs Baumois         | 8,82             | 277 (2014)                        | 31                 |
| Vaire-Arcier         | 25575      | CU Grand Besançon Métropole | 12,78            | 553 (2014)                        | 43                 |
| Vaire-le-Petit       | 25576      | CU Grand Besançon Métropole | 1,26             | 236 (2014)                        | 187                |
| Valleroy             | 25582      | CC du Doubs Baumois         | 3,05             | 160 (2014)                        | 52                 |
| Venise               | 25598      | CU Grand Besançon Métropole | 6,18             | 512 (2014)                        | 83                 |
| Vieilley             | 25612      | CU Grand Besançon Métropole | 9,43             | 700 (2014)                        | 74                 |

## Démographie
| 1962  | 1968  | 1975   | 1982   | 1990   | 1999   | 2006   | 2011   | 2012   |
| ----- | ----- | ------ | ------ | ------ | ------ | ------ | ------ | ------ |
| 7 451 | 8 322 | 12 108 | 14 989 | 16 823 | 18 327 | 19 929 | 20 415 | 20 533 |